# Wings (revista)

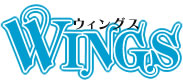
Logo de la revista Gekkan Wings (月刊ウィングス).

Para el artículo sobre la banda de Paul McCartney, véase Wings (banda).
Wings es una revista de manga shōjo de la editorial japonesa Shinshokan. Llamada previamente South, publicó los primeros mangas del, por aquel entonces, principiante grupo de mangakas femeninas CLAMP, tales como Combination, HidariTe, RG Veda y Tokyo Babylon.
- Datos: Q910981